# Ctenus dreyeri
Ctenus dreyeri este o specie de păianjeni din genul Ctenus, familia Ctenidae, descrisă de Strand, 1906.
Este endemică în Camerun. Conform Catalogue of Life specia Ctenus dreyeri nu are subspecii cunoscute.